# Carmary

Carmary ou Carmari é um bairro do município brasileiro de Nova Iguaçu do estado do Rio de Janeiro. O bairro possui 17888 habitantes e faz divisa com os bairros Kennedy, Posse, Nova América, Ambaí e Três Corações. Apesar de o decreto de 2003 reconhecer o nome "Carmari", o Atlas de Nova Iguaçu, posterior, traz a grafia consagrada popularmente, "Carmary".
O bairro fica localizado ao lado do bairro da Posse, próximo à linha cargueira da MRS Logística e é conhecido por sediar a escola de samba Império da Uva.

## Delimitação
022 – BAIRRO CARMARI - Começa no encontro da Rua Cel. Nilo Theodoro com a Rua Emílio de Menezes. O limite segue pela Rua Emílio de Menezes (incluída) até a Rua Lúcio Gonçalves, segue por esta (excluída) até a Estr. Luís de Lemos, segue por esta (incluída) até a Rua Marechal Rondon, segue por esta (excluída) até a Rua Carmo do Rio Claro, segue por esta (excluída) até a Rua Tapinhoã, segue por esta (excluída) até a Av. Antônio Cunha, segue por esta (excluída) até o prolongamento da Estr. João Venâncio de Figueiredo, segue por seu prolongamento e por esta (excluída) até a Rua Plínio Carneiro Jordão, segue por esta (incluída) até a Estr. da Guarita, segue por esta (excluída) até a Linha Delimitadora do Loteamento Vila Paulista (PAL 17/53), segue por esta linha delimitadora até o prolongamento da Rua da Proclamação, segue por esta (incluída) até a Linha de Cumeada, segue por esta linha até a Rua Apaméa, segue por esta (excluída) até a Rua Anhandeí, segue por esta (incluída) até a Rua Cel. Nilo Theodoro, segue por esta (excluída) até o ponto inicial desta descrição.